# Adam de Colone
Adam de Colone, ou Adam Louisz. de Colonia, né vers 1572 à Anvers et inhumé le 19 août 1651 à Rotterdam, est un peintre hollandais de l'âge d'or, actif en Écosse sous les règnes de Jacques Ier et de Charles Ier d'Angleterre.

## Biographie
On a supposé qu'Adam est le fils du peintre de la cour d'Écosse Adriaen van Sonne (Vanson) et de son épouse Susanna de Colonia. Cependant, des recherches plus récentes révèlent, selon l'Institut néerlandais d'histoire de l'art, qu'il est le frère de Susanna de Colonia et qu'ils sont les enfants d'un sellier anversois, Louis Jansz Colonia. Adam a peint sous le nom d'Adam de Colonia à Rotterdam dans les années 1630,,.
Adam a peut-être étudié aux Pays-Bas ; en 1598, il rejoint la guilde de Dordrecht et est probablement déjà peintre à Rotterdam lorsqu'il se marie en 1593. Il est le père du peintre Isaac Colonia (1611-1663) et le grand-père d'Adam Colonia (1634-1685). Il s'installe à Londres en 1622 et en Écosse en 1624. Travaillant à la Cour de Whitehall, il peint au moins deux portraits en pied de Jacques VI en 1623, et de nombreux membres de la noblesse écossaise.
Le premier portrait d'un modèle écossais reconnu comme l'œuvre d'Adam est daté de 1622, bien que son portrait de Sir William Stewart de Grandtully (1567-1646) soit daté de 1613. La plupart de ses œuvres comportent des inscriptions en lettres et chiffres de forme distinctive.
Le musée de Copenhague expose un tableau qui lui est attribué, « Noé construisant l'arche » ; et le Palais des Beaux-Arts de Lille lui attribue « L'Ange apparaissant aux bergers ».

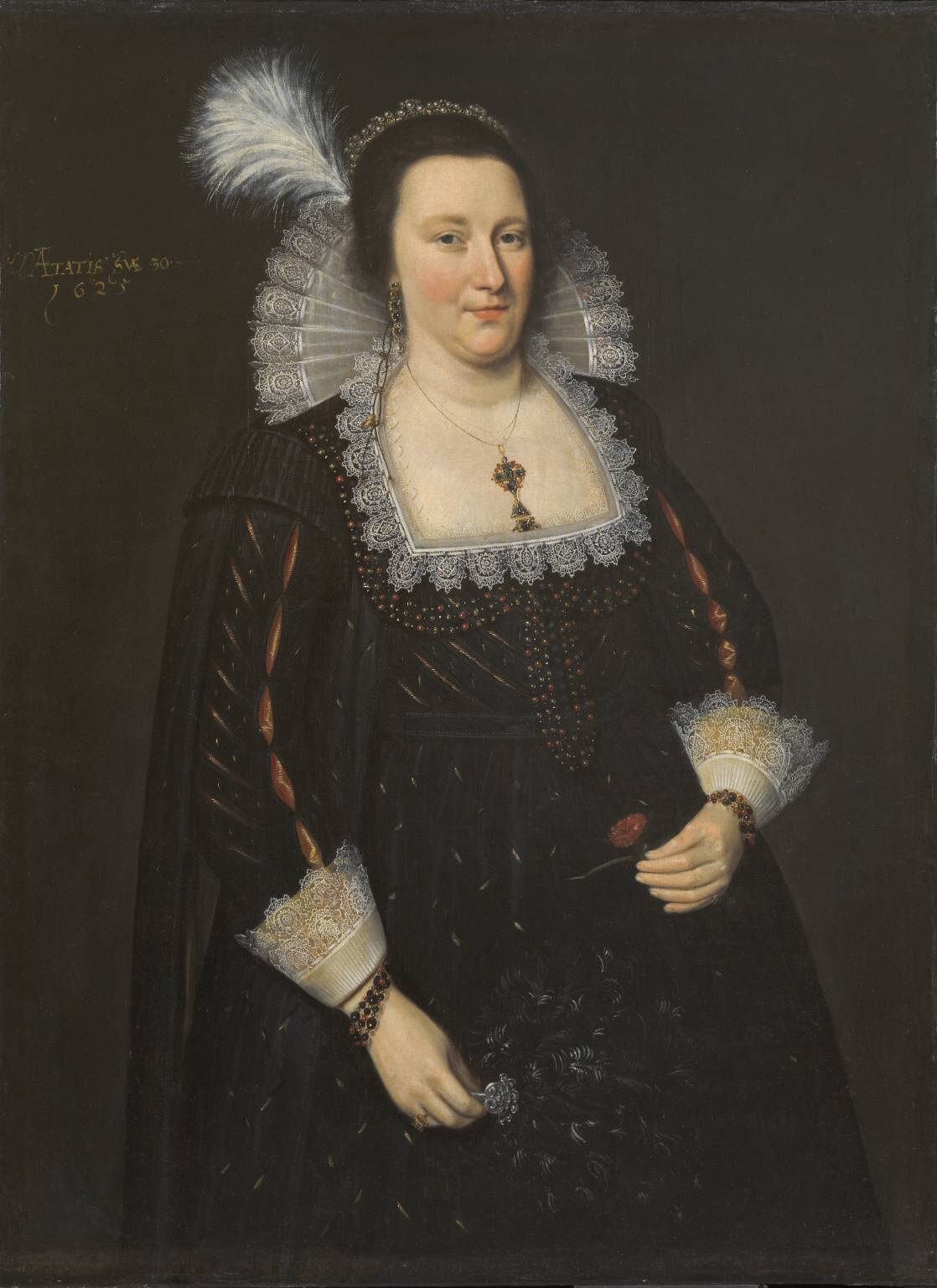
Lady Margaret Livingstone, deuxième comtesse de Wigtown, mariée à John Fleming, 2e comte de Wigtown.
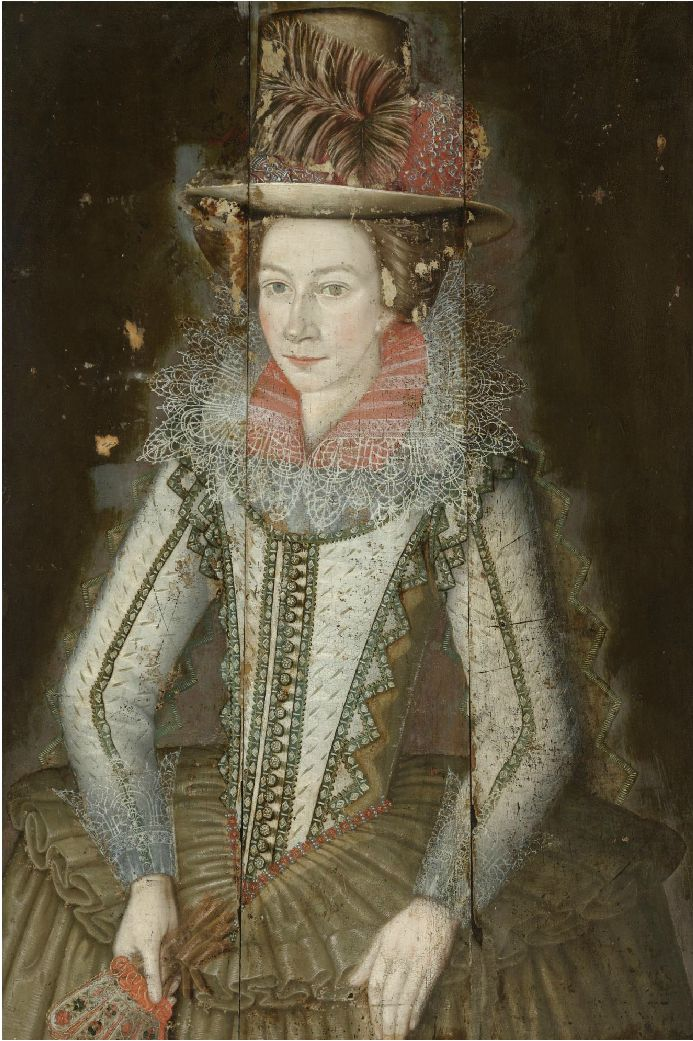
Portrait d'une dame.
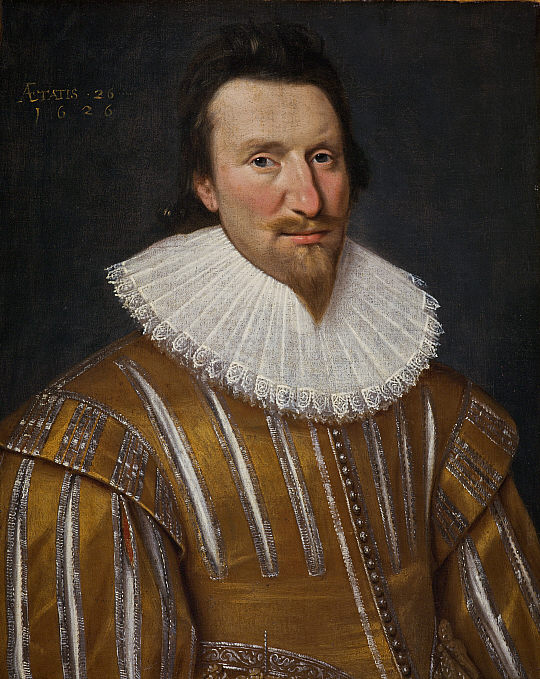
James Erskine, 6e comte de Buchan.